# Stanice Asakusa

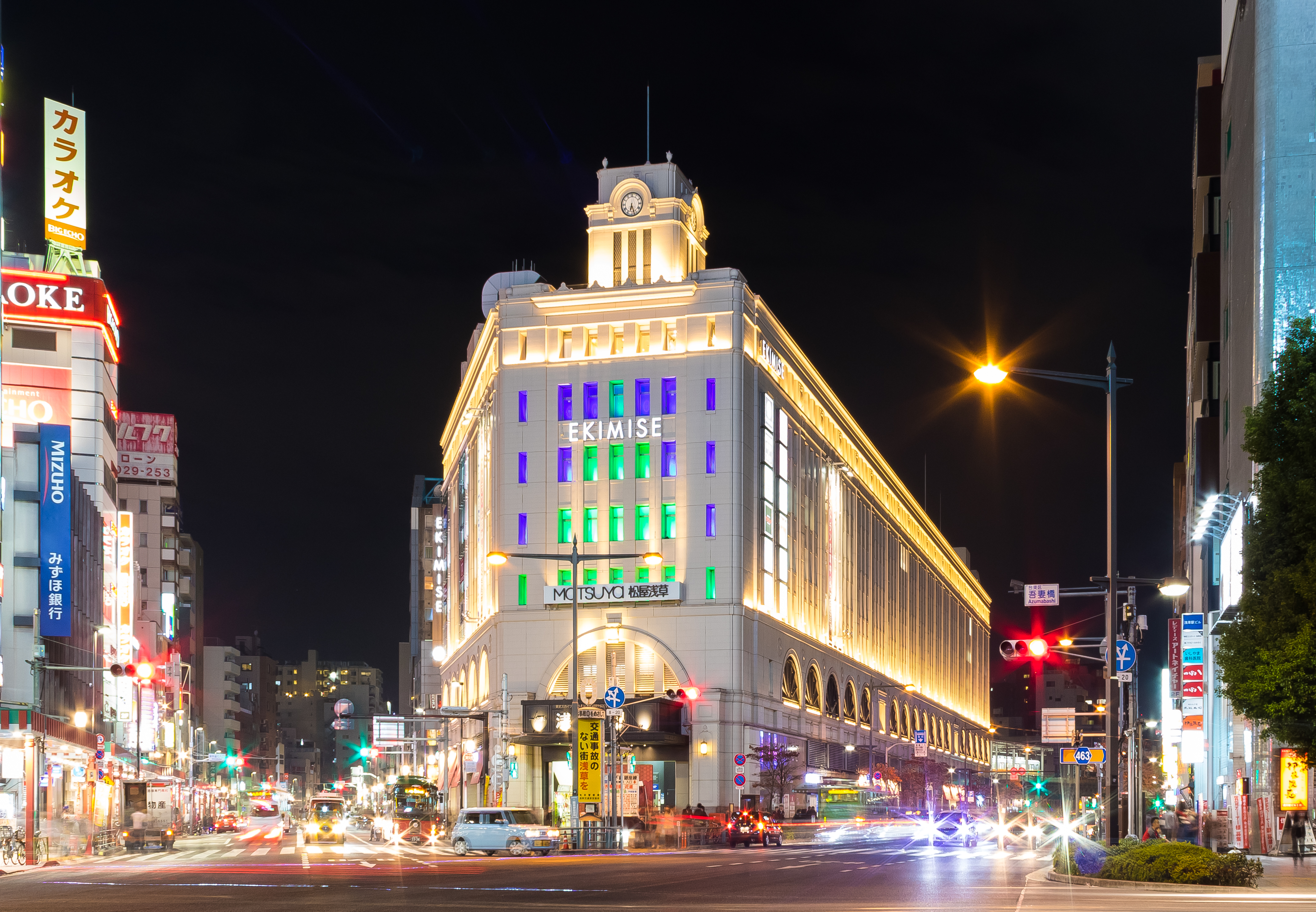
Budova nádraží Asakusa

Stanice Asakusa je železniční nádraží a stanice metra v tokijské čtvrti Asakusa nedaleko buddhistického chrámu Sensó-dži na břehu řeky Sumidy. Zastavuje tu linka metra soukromé společnosti Tokyo Metro - linka Ginza, má zde konečnou stanici a jede odtud směr Ueno a Šibuja. Dále tu zastavuje jedna linka metra společnosti Tóei - linka Asakusa, jedoucí jedním směrem na Ošiage a druhým na Niši-magome a linka vlaku Tóbu Sky Tree soukromé společnosti Tóbu, má zde konečnou stanici a jede směrem Sky Tree a Kita-Sendžu. Šest set metrů od nástupišť těchto linek je nástupiště linky Cukuba Express jedoucího na jednu stranu do Cukuby a druhým směrem na Akihabaru.